# Historien om Jim
Historien om Jim (franska: Le roman de Jim) är en fransk drama- och komedifilm som hade premiär den 22 maj 2024 på Filmfestivalen i Cannes. Filmen är regisserad av Arnaud Larrieu och Jean-Marie Larrieu som även skrivit filmens manus tillsammans med Pierric Bailly.

## Handling
En familj som bor i Jurabergen slits isär efter att sonens biologiska far återvänder.

## Rollista (i urval)
- Karim Leklou - Aymeric
- Laetitia Dosch - Florence
- Sara Giraudeau - Olivia
- Noée Abita - Aurélie
- Andranic Manet - Jim (23 år)
- Sabrina Seyvecou - Cécile
- Robinson Stévenin - Titi